# Локомотив (футбольный клуб, Запорожье)
«Локомоти́в» — советский футбольный клуб из Запорожья. Основан в 1923 году. Последний раз упоминается в 1952 году.

## Наименования
- 1923—1934 — Команда им. Дробязко;
- с 1935 — «Локомотив».

## Достижения
- Чемпион УССР: 1939, 1940
- Чемпионат СССР по футболу 1948 (вторая группа, зона УССР) — 5-е место.
- Кубок СССР по футболу 1949 — выход в 1/16 финала.

Команда участвовала в первом матче открытого в 1938 году стадиона «Сталь» им. Антипова завода «Запорожсталь» против команды «Сталинец» (Москва). Товарищеский матч закончился победой гостей со счетом 5:4.

## Известные игроки
- Тищенко, Пётр Григорьевич — заслуженный тренер УССР.